# Heracles Almelo

Escudo anterior do Heracles Almelo

Heracles Almelo é um clube de futebol de Almelo, Países Baixos.
O Heracles Almelo foi fundado em 3 de maio de 1903 como Heracles, o semideus filho de Zeus. Mudaram o nome do clube no dia 1 de julho de 1974 para SC Heracles'74 e em 1998 para o atual. O clube já ganhou o título nacional neerlandês, duas vezes, em 1927 e 1941. Um dos mais famosos jogadores do clube foi Sul-Africano Steve Mokone, apelidado The Black Meteor, o primeiro jogador negro a jogar nos Países Baixos.

## Títulos
- Eredivisie: 2

(1926–27, 1940–41)
- Eerste Divisie: 3

(1984–85, 2004–05, 2022–23)